# Воронина, Нина Иосифовна
Ни́на Ио́сифовна Воро́нина (урождённая Арабаджи; 8 октября 1922, Орёл — 26 октября 1992, Москва) — советский архитектор.

## Биография
Родилась 2 октября 1922 года в Орле в караимской семье. Отец — инженер Иосиф Моисеевич Арабаджи (1898 — ?), родом из Феодосии, более 40 лет проработал в Гидроавиапроме в Москве. Мать — бухгалтер Стефания Ильинична Арабаджи (1900 — ?), родилась в Нижнем Новгороде, играла в самодеятельном театре, награждена медалью «За доблестный труд в Великой Отечественной войне». Брат — Геннадий Иосифович Арабаджи (1918 — ?), врач, участник Великой Отечественной войны.
В 1939 году окончила среднюю школу № 343 Бауманского района. После начала Великой Отечественной войны вместе с родителями эвакуировалась из Москвы в Сызрань. В 1948 году окончила Московский архитектурный институт. Ученица И. В. Жолтовского. Отказавшись продолжить учёбу в аспирантуре, получила направление в Архитектурное управление Симферополя. Участвовала в восстановлении Севастополя, где по её проекту был построен кинотеатр на улице Ленина. Под наблюдением местных архитекторов также по её проектам были построены аэровокзалы во Львове, Харькове и Чите. По возвращении в Москву стала главным архитектором и руководителем проектной мастерской института Центропроекта. В это время ею были спроектированы различные объекты социально-культурного и промышленного значения: жилой массив на Дмитровском шоссе, жилые дома на Первомайской улице и Смоленской площади в Москве; дома быта в Рязани и Ярославле; промышленный комплекс в Ленинграде и. т. д.
С 1972 года работала в Московском научно-исследовательском институте объектов культуры, отдыха, спорта и здравоохранения (МНИИП) бригадиром мастерской № 4. Работая в МНИИП, стала одним из авторов зоны «В» Онкологического центра у станции метро «Каширская». Затем, в ходе подготовки к Летним Олимпийским играм 1980 года, выиграла в конкурсе на проект строительства велотрека. Велотрек был построен в 1979 году на улице Крылатской и высоко оценён в отечественной и зарубежной прессе. В 1982 году, как главный архитектор проекта велотрека, стала лауреатом Государственной премии СССР.
Член Союза архитекторов СССР с 1962 года. Член спортивной секции Союза архитекторов. Участвовала в подготовке съезда архитекторов РСФСР.
В 1986 году вышла на пенсию. Умерла 26 октября 1992 года в Москве.

## Награды
- Государственная премия СССР (1982)
- Орден «Знак Почёта» — за участие в проектировании и строительстве Онкологического центра на Каширском шоссе[7]
- Бронзовые медали ВДНХ[8]